# Topolino e il pugile meccanico
Topolino e il pugile meccanico (Mickey's Mechanical Man) è un film del 1933 diretto da Wilfred Jackson. È un cortometraggio animato della serie Mickey Mouse, prodotto dalla Walt Disney Productions e uscito negli Stati Uniti il 17 giugno 1933, distribuito dalla United Artists. L'edizione italiana del film è colorata al computer e presenta dei nuovi titoli di testa.

## Trama
Topolino ha costruito un robot per competere sul ring contro Kongo, il gorilla assassino. Ogni volta che sente il clacson dell'auto di Minni, impazzisce e inizia a prendere a pugni qualsiasi immagine di Kongo che vede, anche se è su un muro di mattoni, danneggiando in tal modo se stesso. Topolino riesce a malapena a rimettere insieme il suo robot per combattere Kongo, ma dopo qualche successo iniziale, esso viene preso a pugni dal gorilla. Minni recupera il clacson dell'auto, che risveglia il robot. L'uomo meccanico mette Kongo fuori combattimento e poi si distrugge in mille pezzi.